# Elezioni comunali in Toscana del 1994
Le elezioni comunali in Toscana del 1994 si tennero il 12 giugno (con ballottaggio il 26 giugno), e il 20 novembre (con ballottaggio il 4 dicembre). Nel solo comune di Lucca si tennero il 26 giugno (con ballottaggio il 4 luglio).

## Riepilogo sindaci eletti
Progressisti
      Democrazia Cristiana
      Centro-sinistra
      PSI
| Provincia     | Comune    | Popolazione legale (censimento 1991) | Sindaco uscente | Sindaco uscente         | Sindaco eletto | Sindaco eletto          | Primo turno | Primo turno | Secondo turno | Secondo turno | Seggi   |
| Provincia     | Comune    | Popolazione legale (censimento 1991) | Sindaco uscente | Sindaco uscente         | Sindaco eletto | Sindaco eletto          | Voti        | %           | Voti          | %             | Seggi   |
| ------------- | --------- | ------------------------------------ | --------------- | ----------------------- | -------------- | ----------------------- | ----------- | ----------- | ------------- | ------------- | ------- |
| Firenze       | Impruneta | 15.028                               |                 | Maria Capezzuoli Pietri |                | Maria Capezzuoli Pietri | 5.099       | 51,11       | —             | —             | 12 / 20 |
| Lucca         | Camaiore  | 30.648                               |                 | Carla Dati              |                | Cristiano Ceragioli     | 6.395       | 31,36       | 8.844         | 52,44         | 18 / 30 |
| Lucca         | Lucca     | 87.100                               |                 | Arturo Pacini           |                | Giulio Lazzarini        | 15.360      | 30,71       | 20.544        | 53,04         | 24 / 40 |
| Lucca         | Viareggio | 57.514                               |                 | Andrea Palestini        |                | Marco Costa             | 17.485      | 47,88       | 18.194        | 61,41         | 18 / 30 |
| Massa-Carrara | Carrara   | 67.197                               |                 | Alberto Pincione        |                | Emilia Fazzi Contigli   | 18.148      | 42,66       | 19.567        | 59,57         | 18 / 30 |
| Massa-Carrara | Massa     | 66.737                               |                 | Luigi Della Pina        |                | Roberto Pucci           | 21.186      | 49,10       | 23.779        | 67,37         | 24 / 40 |
| Pisa          | Cascina   | 36.301                               |                 | Franco Menichetti       |                | Carlo Cacciamano        | 14.909      | 60,42       | —             | —             | 18 / 30 |
| Pisa          | Pisa      | 98.928                               |                 | Sergio Cortopassi       |                | Piero Floriani          | 33.321      | 53,18       | —             | —             | 24 / 40 |
| Pistoia       | Pistoia   | 87.830                               |                 | Lido Scarpetti          |                | Lido Scarpetti          | 21.971      | 36,89       | 26.963        | 62,06         | 21 / 40 |
| Pistoia       | Quarrata  | 21.020                               |                 | Stefano Alberto Marini  |                | Stefano Alberto Marini  | 8.065       | 55,54       | —             | —             | 12 / 20 |

## Elezioni del giugno 1994

### Arezzo
Anghiari 

| Candidati | Candidati                   | Voti  | %     | Liste           | Voti  | %     | Seggi |
| --------- | --------------------------- | ----- | ----- | --------------- | ----- | ----- | ----- |
|           | Maddalena Senesi ✔️ Sindaco | 2.235 | 55,19 | Progressisti    | 2.235 | 55,19 | 11    |
|           | Roberto Santi               | 1.815 | 44,81 | Mista di centro | 1.815 | 44,81 | 5     |
| Totale    | Totale                      | 4.050 | 100   |                 | 4.050 | 100   | 16    |

### Firenze

#### Reggello
| Candidati | Candidati                  | Voti  | %     | Liste                         | Voti  | %     | Seggi |
| --------- | -------------------------- | ----- | ----- | ----------------------------- | ----- | ----- | ----- |
|           | Massimo Sottani ✔️ Sindaco | 5.167 | 56,59 | Progressisti                  | 5.167 | 56,59 | 13    |
|           | Rodolfo Gonnelli           | 1.796 | 19,67 | Lista Civica di Centro-destra | 1.796 | 19,67 | 4     |
|           | Andrea Cosi                | 1.757 | 19,24 | Partito Popolare Italiano     | 1.757 | 19,24 | 3     |
|           | Carlo Bastiani             | 410   | 4,49  | Lista Civica                  | 410   | 4,49  | -     |
| Totale    | Totale                     | 9.130 | 100   |                               | 9.130 | 100   | 20    |

### Grosseto
Campagnatico 

| Candidati | Candidati                 | Voti  | %     | Liste                         | Voti  | %     | Seggi |
| --------- | ------------------------- | ----- | ----- | ----------------------------- | ----- | ----- | ----- |
|           | Fabio Capitani ✔️ Sindaco | 810   | 44,85 | Progressisti                  | 810   | 44,85 | 8     |
|           | Francesco Nisi            | 670   | 37,10 | Lista civica di centro-destra | 670   | 37,10 | 3     |
|           | Gabriello Sforzi          | 326   | 18,05 | Partito Popolare Italiano     | 326   | 18,05 | 1     |
| Totale    | Totale                    | 1.806 | 100   |                               | 1.806 | 100   | 12    |

### Lucca

#### Camaiore
| Candidati                   | Candidati                                  | Voti                        | %     | Liste              | Voti   | %     | Seggi |
| --------------------------- | ------------------------------------------ | --------------------------- | ----- | ------------------ | ------ | ----- | ----- |
|                             | Cristiano Ceragioli Accede al ballottaggio | 6.395                       | 31,36 | Progressisti       | 3.664  | 22,14 | 13    |
| Rifondazione Comunista      | Cristiano Ceragioli Accede al ballottaggio | 6.395                       | 31,36 | 1.582              | 9,56   | 5     |       |
|                             | Fabio Pezzini Accede al ballottaggio       | 7.063                       | 34,64 | Lista Civica       | 2.933  | 17,72 | 3     |
| Partito Popolare Italiano   | Fabio Pezzini Accede al ballottaggio       | 7.063                       | 34,64 | 2.614              | 15,80  | 2     |       |
| Seggio al candidato sindaco | Seggio al candidato sindaco                | Seggio al candidato sindaco | 34,64 | 1                  |        |       |       |
|                             | Tommaso Purini                             | 5.629                       | 27,61 | Polo delle Libertà | 3.214  | 19,42 | 3     |
| Alleanza Nazionale          | Tommaso Purini                             | 5.629                       | 27,61 | 1.391              | 8,41   | 1     |       |
| Seggio al candidato sindaco | Seggio al candidato sindaco                | Seggio al candidato sindaco | 27,61 | 1                  |        |       |       |
|                             | Maurizio Giannecchini                      | 1.304                       | 6,39  | Patto Segni        | 1.150  | 6,95  | 1     |
| Totale                      | Totale                                     | 20.391                      | 100   |                    | 16.548 | 100   | 30    |

Ballottaggio
| Candidati | Candidati                      | Voti   | %     |
| --------- | ------------------------------ | ------ | ----- |
|           | Cristiano Ceragioli ✔️ Sindaco | 8.844  | 52,44 |
|           | Fabio Pezzini                  | 8.020  | 47,56 |
| Totale    | Totale                         | 16.864 | 100   |

#### Lucca
| Candidati | Candidati                               | Voti   | %     | Liste                                                      | Voti   | %     | Seggi |
| --------- | --------------------------------------- | ------ | ----- | ---------------------------------------------------------- | ------ | ----- | ----- |
|           | Giulio Lazzarini Accede al ballottaggio | 15.360 | 30,71 | Vivere Lucca (PDS-PPI)                                     | 13.618 | 29,74 | 24    |
|           | Massimo Bulckaen Accede al ballottaggio | 15.224 | 30,44 | Forza Italia - L. Pannella - Lega Nord - CCD - Città Nuova | 14.216 | 31,05 | 8     |
|           | Domenico Riccio                         | 7.469  | 14,90 | Alleanza Nazionale (A)                                     | 6.973  | 15,23 | 4     |
|           | Giuseppe Bertolucci                     | 6.611  | 13,22 | Partito della Rifondazione Comunista                       | 5.904  | 12,89 | 3     |
|           | Mario Giannini                          | 2.185  | 4,37  | Patto Segni                                                | 2.187  | 4,78  | 1     |
|           | Fabio Pio Lucchesi                      | 1.872  | 3,74  | Federazione dei Verdi                                      | 1.724  | 3,77  | -     |
|           | Erina Imposti                           | 878    | 1,76  | Caccia Pesca Ambiente                                      | 807    | 1,76  | -     |
|           | Alessandro Mazzarelli                   | 411    | 0,82  | Movimento Autonomista Toscano                              | 360    | 0,79  | -     |
| Totale    | Totale                                  | 50.010 | 100   |                                                            | 45.789 | 100   | 40    |

- La lista contrassegnata con la lettera A è apparentata al secondo turno con il candidato sindaco Massimo Bulckaen.

Ballottaggio
| Candidati | Candidati                   | Voti   | %     |
| --------- | --------------------------- | ------ | ----- |
|           | Giulio Lazzarini ✔️ Sindaco | 20.544 | 53,04 |
|           | Massimo Bulckaen            | 18.189 | 46,96 |
| Totale    | Totale                      | 38.733 | 100   |

### Provincia di Massa-Carrara

#### Carrara
| Candidati                     | Candidati                                    | Voti   | %     | Liste                                                                  | Voti   | %     | Seggi |
| ----------------------------- | -------------------------------------------- | ------ | ----- | ---------------------------------------------------------------------- | ------ | ----- | ----- |
|                               | Emilia Contigli Fazzi Accede al ballottaggio | 18.148 | 42,66 | Partito Democratico della Sinistra                                     | 7.172  | 19,10 | 9     |
| Rifondazione Comunista        | Emilia Contigli Fazzi Accede al ballottaggio | 18.148 | 42,66 | 4.644                                                                  | 12,37  | 5     |       |
| Partito Repubblicano Italiano | Emilia Contigli Fazzi Accede al ballottaggio | 18.148 | 42,66 | 2.671                                                                  | 7,11   | 3     |       |
| Progressisti                  | Emilia Contigli Fazzi Accede al ballottaggio | 18.148 | 42,66 | 926                                                                    | 2,47   | 1     |       |
|                               | Enrico Nori Accede al ballottaggio           | 8.290  | 19,49 | Forza Carrara (FI-AN-CCD-PSDI-Patto per Carrara-Caccia Pesca Ambiente) | 7.290  | 19,42 | 5     |
|                               | Giulio Conti                                 | 5.816  | 13,67 | Lista Civica CSN                                                       | 5.038  | 13,42 | 3     |
|                               | Bruno Munda                                  | 3.943  | 9,27  | Lista Civica CDX                                                       | 3.555  | 9,47  | 2     |
|                               | Alessandra Carpino Boeri                     | 2.565  | 6,03  | Partito Popolare Italiano                                              | 2.620  | 6,98  | 1     |
|                               | Romano Caffaz                                | 1.945  | 4,57  | Partito Socialista Italiano                                            | 1.939  | 5,16  | 1     |
|                               | Aristide Sartori                             | 1.177  | 2,77  | Lega Nord                                                              | 1.074  | 2,86  | -     |
|                               | Attilio Papini                               | 660    | 1,55  | Socialdemocrazia                                                       | 616    | 1,64  | -     |
| Totale                        | Totale                                       | 42.544 | 100   |                                                                        | 37.545 | 100   | 30    |

Ballottaggio
| Candidati | Candidati                        | Voti   | %     |
| --------- | -------------------------------- | ------ | ----- |
|           | Emilia Fazzi Contigli ✔️ Sindaco | 19.567 | 59,57 |
|           | Enrico Nori                      | 13.279 | 40,43 |
| Totale    | Totale                           | 32.846 | 100   |

### Pisa

#### Cascina
| Candidati              | Candidati                   | Voti   | %     | Liste                              | Voti   | %     | Seggi |
| ---------------------- | --------------------------- | ------ | ----- | ---------------------------------- | ------ | ----- | ----- |
|                        | Carlo Cacciamano ✔️ Sindaco | 14.909 | 60,42 | Partito Democratico della Sinistra | 10.521 | 44,23 | 14    |
| Rifondazione Comunista | Carlo Cacciamano ✔️ Sindaco | 14.909 | 60,42 | 2.874                              | 12,08  | 3     |       |
| Federazione dei Verdi  | Carlo Cacciamano ✔️ Sindaco | 14.909 | 60,42 | 753                                | 3,17   | 1     |       |
|                        | Lucia Barsacchi Iacoponi    | 8.415  | 34,10 | Lista Civica di Centro-destra      | 8.315  | 34,96 | 11    |
|                        | Giada Frenzilli             | 1.350  | 5,47  | Partito Socialista Italiano        | 1.322  | 5,56  | 1     |
| Totale                 | Totale                      | 24.674 | 100   |                                    | 23.785 | 100   | 30    |

### Pistoia

#### Pistoia
| Candidati                   | Candidati                                   | Voti                        | %     | Liste                                | Voti   | %     | Seggi |
| --------------------------- | ------------------------------------------- | --------------------------- | ----- | ------------------------------------ | ------ | ----- | ----- |
|                             | Lido Scarpetti Accede al ballottaggio       | 21.971                      | 36,89 | Partito Democratico della Sinistra   | 15.787 | 29,96 | 18    |
| Federazione dei Verdi       | Lido Scarpetti Accede al ballottaggio       | 21.971                      | 36,89 | 2.608                                | 4,95   | 3     |       |
| Società Valori              | Lido Scarpetti Accede al ballottaggio       | 21.971                      | 36,89 | 424                                  | 0,80   | -     |       |
|                             | Maurizio Aldo Forleo Accede al ballottaggio | 14.052                      | 23,59 | Lista area governo (FI - CCD)        | 8.174  | 15,51 | 5     |
| Alleanza Nazionale          | Maurizio Aldo Forleo Accede al ballottaggio | 14.052                      | 23,59 | 4.174                                | 7,92   | 2     |       |
| Seggio al candidato sindaco | Seggio al candidato sindaco                 | Seggio al candidato sindaco | 23,59 | 1                                    |        |       |       |
|                             | Egidio Luigi Bardelli                       | 10.841                      | 18,20 | Partito Popolare Italiano            | 4.699  | 8,92  | 3     |
| Pistoia Unita (A)           | Egidio Luigi Bardelli                       | 10.841                      | 18,20 | 3.385                                | 6,42   | 2     |       |
| Pistoia Sviluppo e Lavoro   | Egidio Luigi Bardelli                       | 10.841                      | 18,20 | 1.432                                | 2,72   | -     |       |
| Seggio al candidato sindaco | Seggio al candidato sindaco                 | Seggio al candidato sindaco | 18,20 | 1                                    |        |       |       |
|                             | Floriano Frosetti                           | 6.162                       | 10,35 | Partito della Rifondazione Comunista | 5.976  | 11,34 | 3     |
|                             | Fabrizio Tesi                               | 2.299                       | 3,86  | Alternativa Progressista             | 2.304  | 4,37  | 1     |
|                             | Giuliano Livi                               | 1.799                       | 3,02  | Partito Socialista Italiano          | 1.571  | 2,98  | 1     |
|                             | Vezio Gai                                   | 1.596                       | 2,68  | Lega Nord                            | 1.395  | 2,65  | -     |
|                             | Fabrizio Giannini                           | 839                         | 1,41  | Lista civica                         | 761    | 1,44  | -     |
| Totale                      | Totale                                      | 59.559                      | 100   |                                      | 52.690 | 100   | 40    |

- La lista contrassegnata con la lettera A è apparentata al secondo turno con il candidato sindaco Lido Scarpetti.

Ballottaggio
| Candidati | Candidati                 | Voti   | %     |
| --------- | ------------------------- | ------ | ----- |
|           | Lido Scarpetti ✔️ Sindaco | 26.963 | 62,06 |
|           | Maurizio Aldo Forleo      | 16.485 | 37,94 |
| Totale    | Totale                    | 43.448 | 100   |

#### Quarrata
| Candidati                            | Candidati                         | Voti   | %     | Liste                                                              | Voti   | %     | Seggi |
| ------------------------------------ | --------------------------------- | ------ | ----- | ------------------------------------------------------------------ | ------ | ----- | ----- |
|                                      | Stefano Alberto Marini ✔️ Sindaco | 8.065  | 55,54 | Partito Democratico della Sinistra                                 | 4.664  | 36,61 | 9     |
| Partito della Rifondazione Comunista | Stefano Alberto Marini ✔️ Sindaco | 1.732  | 13,60 | 3                                                                  |        |       |       |
|                                      | Mauro Mari                        | 3.490  | 24,04 | Partito Popolare Italiano                                          | 3.425  | 26,89 | 5     |
|                                      | Massimo Raffaello Niccolai        | 2.150  | 14,81 | Forza Italia-Alleanza Nazionale-Centro Cristiano Democratico-Altri | 2.093  | 16,43 | 3     |
|                                      | Vitaliano Manetti                 | 463    | 3,19  | Lega Nord                                                          | 469    | 3,68  | -     |
|                                      | Carlo Cappellini                  | 352    | 2,42  | Partito Socialista Italiano                                        | 355    | 2,79  | -     |
| Totale                               | Totale                            | 14.520 | 100   |                                                                    | 12.738 | 100   | 20    |

### Siena
Chiusi 

| Candidati | Candidati                | Voti  | %     | Liste                                                       | Voti  | %     | Seggi |
| --------- | ------------------------ | ----- | ----- | ----------------------------------------------------------- | ----- | ----- | ----- |
|           | Marco Ciarini ✔️ Sindaco | 3.248 | 50,24 | Progressisti                                                | 3.248 | 50,24 | 11    |
|           | Fabio Giannotti          | 1.454 | 22,49 | Partito Socialista Italiano - Partito Repubblicano Italiano | 1.454 | 22,49 | 3     |
|           | Pierluigi Ciacci         | 905   | 14,00 | Rifondazione Comunista                                      | 905   | 14,00 | 1     |
|           | Paolo Scattoni           | 453   | 7,01  | La Rete                                                     | 453   | 7,01  | 1     |
|           | Luca Garosi              | 405   | 6,26  | Partito Popolare Italiano                                   | 405   | 6,26  | -     |
| Totale    | Totale                   | 6.465 | 100   |                                                             | 6.465 | 100   | 16    |

 Sarteano 
| Candidati | Candidati                    | Voti  | %     | Liste                     | Voti  | %     | Seggi |
| --------- | ---------------------------- | ----- | ----- | ------------------------- | ----- | ----- | ----- |
|           | Rosanna Pugnalini ✔️ Sindaco | 1.568 | 49,26 | Progressisti              | 1.568 | 49,26 | 11    |
|           | Giulio Alberti               | 665   | 20,89 | La Rete                   | 665   | 20,89 | 2     |
|           | Sergio Bellacci              | 557   | 17,50 | Partito Popolare Italiano | 557   | 17,50 | 2     |
|           | Nazzareno Burani             | 393   | 12,35 | Polo delle Libertà        | 393   | 12,35 | 1     |
| Totale    | Totale                       | 3.183 | 100   |                           | 3.183 | 100   | 16    |

## Elezioni del novembre 1994

### Arezzo
Capolona 

| Candidati | Candidati                        | Voti  | %     | Liste                     | Voti  | %     | Seggi |
| --------- | -------------------------------- | ----- | ----- | ------------------------- | ----- | ----- | ----- |
|           | Gian Paolo Dicembrini ✔️ Sindaco | 1.529 | 50,88 | Progressisti              | 1.529 | 50,88 | 11    |
|           | Paolo Roberto Omizzolo           | 691   | 23,00 | Polo delle Libertà        | 691   | 23,00 | 3     |
|           | Mirella Ricci                    | 423   | 14,08 | Partito Popolare Italiano | 423   | 14,08 | 1     |
|           | Badoglio Sisti                   | 362   | 12,05 | Rifondazione Comunista    | 362   | 12,05 | 1     |
| Totale    | Totale                           | 3.005 | 100   |                           | 3.005 | 100   | 16    |

### Firenze

#### Impruneta
| Candidati                   | Candidati                          | Voti                        | %     | Liste                                                        | Voti  | %     | Seggi |
| --------------------------- | ---------------------------------- | --------------------------- | ----- | ------------------------------------------------------------ | ----- | ----- | ----- |
|                             | Maria Capezzuoli Pietri ✔️ Sindaco | 5.099                       | 51,11 | Progressisti-Altri                                           | 4.781 | 52,95 | 12    |
|                             | Francesco Di Dio Busa              | 2.653                       | 26,59 | Forza Italia-Alleanza Nazionale-Centro Cristiano Democratico | 1.569 | 17,38 | 2     |
| Mista di Centro             | Francesco Di Dio Busa              | 2.653                       | 26,59 | 729                                                          | 8,07  | 1     |       |
| Seggio al candidato sindaco | Seggio al candidato sindaco        | Seggio al candidato sindaco | 26,59 | 1                                                            |       |       |       |
|                             | Luigi Micheli                      | 2.224                       | 22,29 | Rifondazione Comunista                                       | 1.480 | 16,39 | 3     |
| Federazione dei Verdi       | Luigi Micheli                      | 2.224                       | 22,29 | 471                                                          | 5,22  | -     |       |
| Seggio al candidato sindaco | Seggio al candidato sindaco        | Seggio al candidato sindaco | 22,29 | 1                                                            |       |       |       |
| Totale                      | Totale                             | 9.976                       | 100   |                                                              | 9.030 | 100   | 20    |

### Grosseto
Semproniano 

| Candidati | Candidati                   | Voti  | %     | Liste                     | Voti  | %     | Seggi |
| --------- | --------------------------- | ----- | ----- | ------------------------- | ----- | ----- | ----- |
|           | Luciano Petrucci ✔️ Sindaco | 528   | 50,05 | Polo delle Libertà        | 528   | 50,05 | 8     |
|           | Luca Passalacqua            | 527   | 49,95 | Alleanza dei Progressisti | 527   | 49,95 | 4     |
| Totale    | Totale                      | 1.055 | 100   |                           | 1.055 | 100   | 12    |

### Lucca

#### Viareggio
| Candidati                    | Candidati                                              | Voti                        | %     | Liste                     | Voti   | %     | Seggi |
| ---------------------------- | ------------------------------------------------------ | --------------------------- | ----- | ------------------------- | ------ | ----- | ----- |
|                              | Marco Costa Accede al ballottaggio                     | 17.485                      | 47,88 | Progressisti              | 8.222  | 27,23 | 11    |
| Rifondazione Comunista       | Marco Costa Accede al ballottaggio                     | 17.485                      | 47,88 | 5.474                     | 18,13  | 7     |       |
| Lista Ecologica              | Marco Costa Accede al ballottaggio                     | 17.485                      | 47,88 | 540                       | 1,79   | -     |       |
|                              | Giorgio Luciano Michele Paolini Accede al ballottaggio | 10.818                      | 29,62 | Forza Italia              | 4.708  | 15,59 | 4     |
| Alleanza Nazionale           | Giorgio Luciano Michele Paolini Accede al ballottaggio | 10.818                      | 29,62 | 3.389                     | 11,22  | 2     |       |
| Centro Cristiano Democratico | Giorgio Luciano Michele Paolini Accede al ballottaggio | 10.818                      | 29,62 | 1.138                     | 3,77   | -     |       |
| Seggio al candidato sindaco  | Seggio al candidato sindaco                            | Seggio al candidato sindaco | 29,62 | 1                         |        |       |       |
|                              | Silvano Orlandi                                        | 6.238                       | 17,08 | Partito Popolare Italiano | 3.848  | 12,74 | 3     |
| Lista Civica                 | Silvano Orlandi                                        | 6.238                       | 17,08 | 1.263                     | 4,18   | -     |       |
| Seggio al candidato sindaco  | Seggio al candidato sindaco                            | Seggio al candidato sindaco | 17,08 | 1                         |        |       |       |
|                              | Edoardo Angelo Malfatti                                | 1.976                       | 5,41  | Lista Civica              | 1.612  | 5,34  | 1     |
| Totale                       | Totale                                                 | 36.517                      | 100   |                           | 30.194 | 100   | 30    |

Ballottaggio
| Candidati | Candidati                       | Voti   | %     |
| --------- | ------------------------------- | ------ | ----- |
|           | Marco Costa ✔️ Sindaco          | 18.194 | 61,41 |
|           | Giorgio Luciano Michele Paolini | 11.435 | 38,59 |
| Totale    | Totale                          | 29.629 | 100   |

### Massa-Carrara

#### Massa
| Candidati                               | Candidati                            | Voti                        | %     | Liste                                | Voti   | %     | Seggi |
| --------------------------------------- | ------------------------------------ | --------------------------- | ----- | ------------------------------------ | ------ | ----- | ----- |
|                                         | Roberto Pucci Accede al ballottaggio | 21.186                      | 49,10 | Partito Democratico della Sinistra   | 8.136  | 20,77 | 10    |
| Partito Popolare Italiano               | Roberto Pucci Accede al ballottaggio | 21.186                      | 49,10 | 5.492                                | 14,02  | 7     |       |
| Partito Repubblicano Italiano           | Roberto Pucci Accede al ballottaggio | 21.186                      | 49,10 | 2.417                                | 6,17   | 3     |       |
| Federazione Laburista                   | Roberto Pucci Accede al ballottaggio | 21.186                      | 49,10 | 1.874                                | 4,78   | 2     |       |
| Lista civica                            | Roberto Pucci Accede al ballottaggio | 21.186                      | 49,10 | 1.481                                | 3,78   | 1     |       |
| Partito Socialista Italiano             | Roberto Pucci Accede al ballottaggio | 21.186                      | 49,10 | 1.332                                | 3,40   | 1     |       |
|                                         | Silvio Vita Accede al ballottaggio   | 10.268                      | 23,80 | Forza Italia                         | 3.464  | 8,84  | 3     |
| Alleanza Nazionale                      | Silvio Vita Accede al ballottaggio   | 10.268                      | 23,80 | 3.269                                | 8,35   | 3     |       |
| Partito Socialista Democratico Italiano | Silvio Vita Accede al ballottaggio   | 10.268                      | 23,80 | 1.156                                | 2,95   | 1     |       |
| Centro Cristiano Democratico            | Silvio Vita Accede al ballottaggio   | 10.268                      | 23,80 | 900                                  | 2,30   | -     |       |
| Seggio al candidato sindaco             | Seggio al candidato sindaco          | Seggio al candidato sindaco | 23,80 | 1                                    |        |       |       |
|                                         | Sauro Quadrelli                      | 8.202                       | 19,01 | Partito della Rifondazione Comunista | 4.840  | 12,36 | 4     |
| Federazione dei Verdi                   | Sauro Quadrelli                      | 8.202                       | 19,01 | 1.465                                | 3,74   | 1     |       |
| Seggio al candidato sindaco             | Seggio al candidato sindaco          | Seggio al candidato sindaco | 19,01 | 1                                    |        |       |       |
|                                         | Pier Paolo Battistini                | 1.884                       | 4,37  | Polo Democratico                     | 1.692  | 4,32  | 1     |
|                                         | Adriano Breschi                      | 1.021                       | 2,37  | Massa Picta                          | 1.031  | 2,63  | 1     |
|                                         | Fabrizio Venè                        | 588                         | 1,36  | PCI - Rinascita                      | 616    | 1,57  | -     |
| Totale                                  | Totale                               | 43.149                      | 100   |                                      | 39.165 | 100   | 40    |

Ballottaggio
| Candidati | Candidati                | Voti   | %     |
| --------- | ------------------------ | ------ | ----- |
|           | Roberto Pucci ✔️ Sindaco | 23.779 | 67,37 |
|           | Silvio Vita              | 11.515 | 32,63 |
| Totale    | Totale                   | 35.294 | 100   |

### Pisa

#### Pisa
| Candidati                            | Candidati                   | Voti                        | %     | Liste                              | Voti   | %     | Seggi |
| ------------------------------------ | --------------------------- | --------------------------- | ----- | ---------------------------------- | ------ | ----- | ----- |
|                                      | Piero Floriani ✔️ Sindaco   | 33.321                      | 53,18 | Partito Democratico della Sinistra | 15.925 | 28,81 | 14    |
| Partito della Rifondazione Comunista | Piero Floriani ✔️ Sindaco   | 33.321                      | 53,18 | 7.614                              | 13,77  | 6     |       |
| Persone                              | Piero Floriani ✔️ Sindaco   | 33.321                      | 53,18 | 2.100                              | 3,80   | 1     |       |
| Federazione dei Verdi                | Piero Floriani ✔️ Sindaco   | 33.321                      | 53,18 | 1.719                              | 3,11   | 1     |       |
| Sinistra Oltre                       | Piero Floriani ✔️ Sindaco   | 33.321                      | 53,18 | 1.450                              | 2,62   | 1     |       |
| Unione per Pisa                      | Piero Floriani ✔️ Sindaco   | 33.321                      | 53,18 | 1.196                              | 2,16   | 1     |       |
|                                      | Marco Tangheroni            | 19.549                      | 31,20 | Alleanza Nazionale                 | 6.790  | 12,28 | 5     |
| Forza Italia                         | Marco Tangheroni            | 19.549                      | 31,20 | 6.528                              | 11,81  | 5     |       |
| Centro Cristiano Democratico         | Marco Tangheroni            | 19.549                      | 31,20 | 2.205                              | 3,99   | 1     |       |
| Seggio al candidato sindaco          | Seggio al candidato sindaco | Seggio al candidato sindaco | 31,20 | 1                                  |        |       |       |
|                                      | Stefano Bottai              | 4.824                       | 7,80  | Partito Popolare Italiano          | 4.934  | 8,93  | 4     |
|                                      | Mario Luigi Pietro Bonadio  | 1.208                       | 1,93  | Liberaldemocratici                 | 1.138  | 2,06  | -     |
|                                      | Gianfranco Mannini          | 1.176                       | 1,88  | Lista Mannini                      | 943    | 1,71  | -     |
|                                      | Carlo Filippo Sorrente      | 988                         | 1,58  | Partito Socialista Italiano        | 1.202  | 2,17  | -     |
|                                      | Marco Vincentini            | 842                         | 1,34  | Lista Il Trammino                  | 820    | 1,48  | -     |
|                                      | Valerio Ciacchini           | 745                         | 1,19  | Lega Nord                          | 713    | 1,29  | -     |
| Totale                               | Totale                      | 62.653                      | 100   |                                    | 55.277 | 100   | 40    |

#### Santa Maria a Monte
| Candidati | Candidati                   | Voti  | %     | Liste                                       | Voti  | %     | Seggi |
| --------- | --------------------------- | ----- | ----- | ------------------------------------------- | ----- | ----- | ----- |
|           | Bernardo Vellone ✔️ Sindaco | 3.945 | 58,13 | PDS - PPI - PRC - PSI - PRI                 | 3.945 | 58,13 | 13    |
|           | Piero Pecini                | 1.732 | 25,52 | Centro Cristiano Democratico - Forza Italia | 1.732 | 25,52 | 4     |
|           | Manuel Spataro              | 1.110 | 16,35 | Alleanza Nazionale                          | 1.110 | 16,35 | 3     |
| Totale    | Totale                      | 6.787 | 100   |                                             | 6.787 | 100   | 20    |